# Jonny Otten
Jonny Otten (ur. 31 stycznia 1961 w Hagen im Bremischen) – były niemiecki piłkarz występujący na pozycji obrońcy.

## Kariera klubowa
Otten jako junior grał w klubie Hagener SV. W 1979 roku trafił do Werderu Brema. W Bundeslidze zadebiutował 11 sierpnia 1979 w wygranym 1:0 meczu z Bayerem Uerdingen. W sezonie 1979/1980 zajął z klubem 17. miejsce w lidze i spadł z nim do 2. Bundesligi. Po jednym sezonie powrócił z Werderem do Bundesligi. 26 listopada 1983 w wygranym 8:1 spotkaniu z Kickers Offenbach zdobył pierwszą bramkę w trakcie gry w Bundeslidze. W Werderze Otten spędził 13 sezonów. W tym czasie zdobył z nim mistrzostwo Niemiec (1988), Puchar Niemiec (1991) oraz Puchar Zdobywców Pucharów (1992). Z Werderem wywalczył także trzy wicemistrzostwa Niemiec (1983, 1985, 1986). W 1992 roku Otten odszedł do drugoligowego VfB Oldenburg. Spędził tam jeden sezon. Potem był graczem amatorskich klubów BV Cloppenburg, TSG Schönberg oraz Rotenburger SV, gdzie zakończył karierę.

## Kariera reprezentacyjna
W reprezentacji Niemiec zadebiutował 23 lutego 1983 w przegranym 0:1 towarzyskim meczu z Portugalią. Do 1984 roku w kadrze rozegrał 6 spotkań.